# ألبرت سميث (سياسي)
ألبرت سميث (بالإنجليزية: Albert Smith)‏ هو سياسي أسترالي، ولد في 23 أكتوبر 1885، وتوفي في 15 أكتوبر 1975 في أستراليا. انتخب عضو الجمعية التشريعية نيو ساوث ويلز.